# Cour du Brochet
Pour les articles homonymes, voir Brochet (homonymie).
La cour du Brochet  est une voie de Strasbourg, située dans le quartier historique de la Krutenau. On y accède depuis le no 54 de la rue de Zurich ou depuis la rue du Renard-Prêchant.

## Histoire et origine du nom
La voie a porté successivement plusieurs noms, en français ou en allemand, toujours sur le thème du brochet, à l'exception de la période révolutionnaire (rue de la Carmagnole en 1794).
Dès le XVe siècle de multiples sources dénombrent une vingtaine voire une trentaine d'espèces de poissons dans l'Ill et le Rhin, bien connues des pêcheurs. Le poisson occupe alors une place importante dans l'alimentation des strasbourgeois.
 
Le brochet (Hecht) figure parmi les espèces les plus communes, comme en témoignent plusieurs toponymes dans le quartier de la Krutenau, alors traversé par le canal du Rheingiessen. 

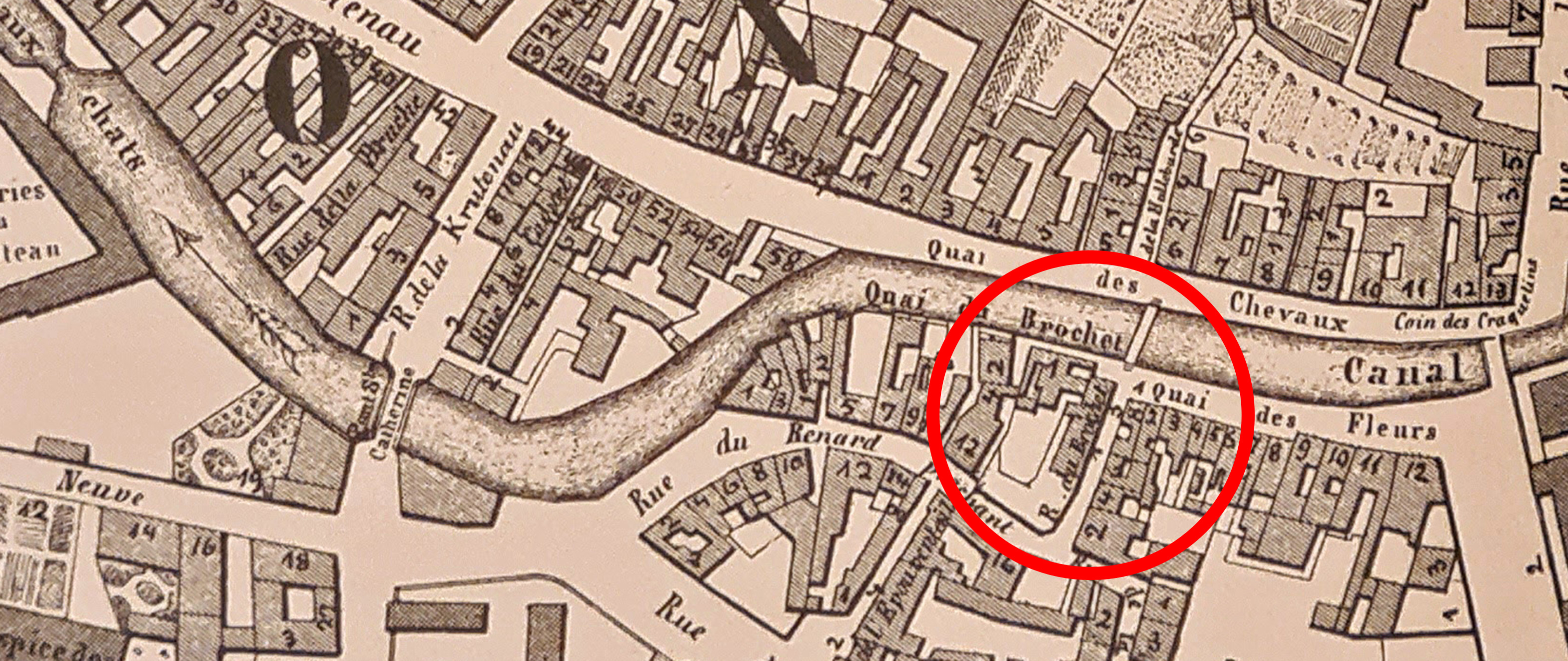
Le long de l'ancien Rheingiessen : quai, passerelle et rue du Brochet sur un plan de 1852.

Au XVIIIe siècle celui-ci est longé par le quai du Brochet (Hechtenstaden) et franchi par une passerelle couverte, ou pont du Brochet (Hechtenbrücke, mentionné en 1719). Une auberge « Aux trois brochets » (Zu den drei Hechten) est également mentionnée par Adolphe Seyboth. Une « rue du Brochet » apparaît en 1786, devenue Hechten-Gässlein en 1817 et « impasse du Brochet » en 1856.
En 1872 le Rheingiessen est comblé et la rue de Zurich est aménagée sur cet emplacement. Subsistent cependant un Hechten-gässchen, puis en 1918 la « rue du Brochet », qui est renommée Hechtengasse en 1940, avant de retrouver son nom français en 1945.

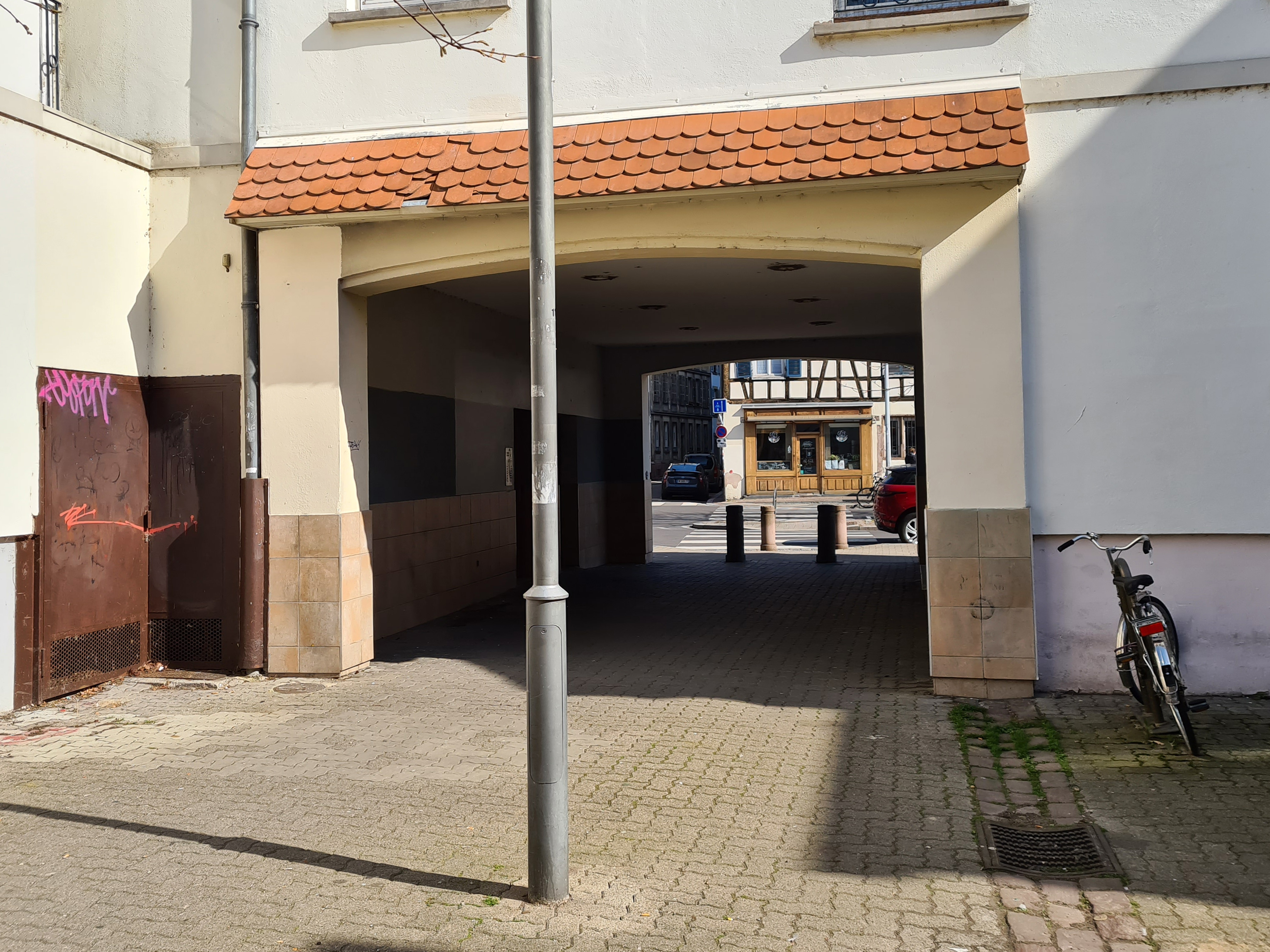
Porche d'accès depuis la rue de Zurich.

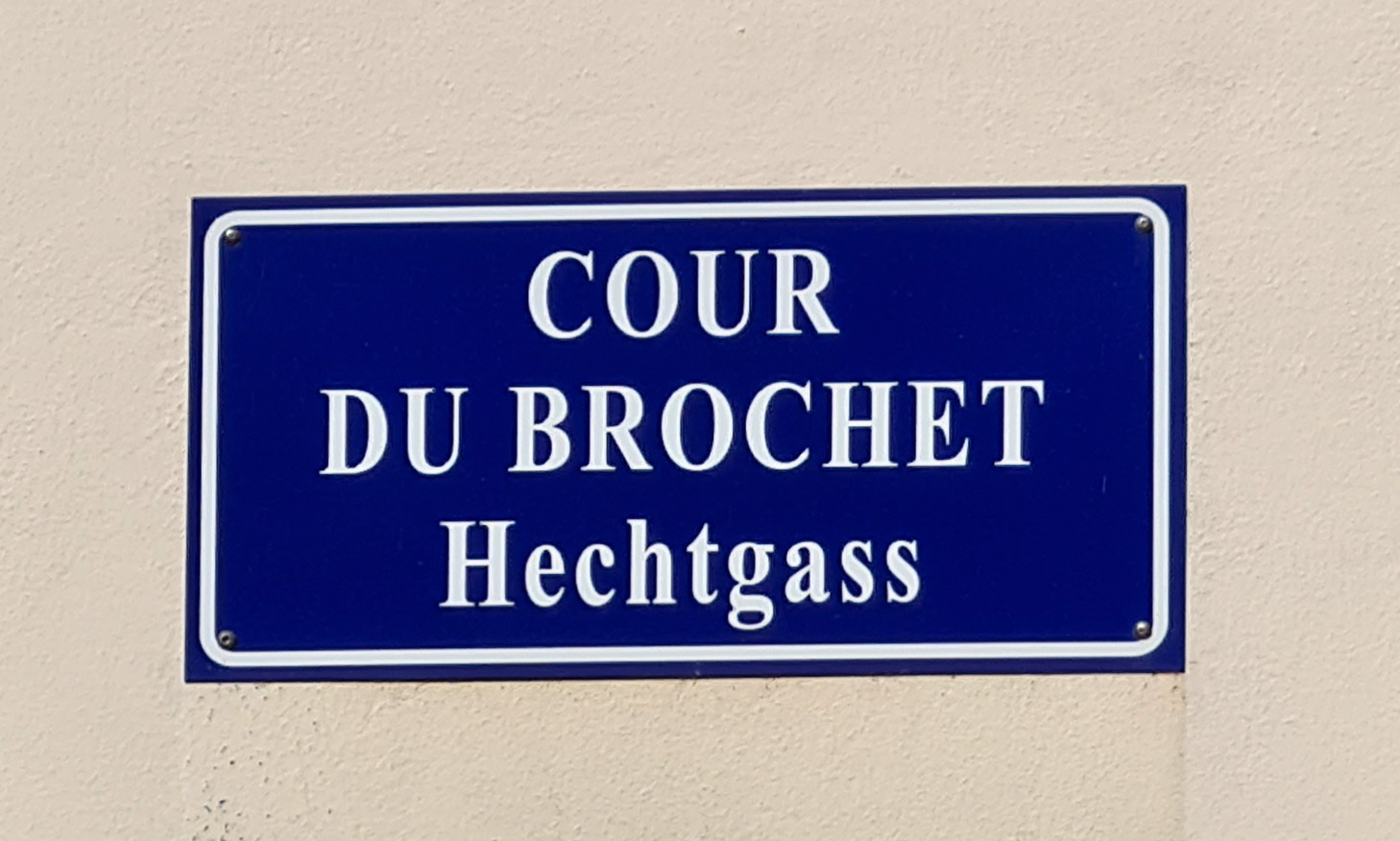
Plaque bilingue, en français et en alsacien.

Au début des années 1980 le quartier fait l'objet d'importants aménagements immobiliers par les offices publics d'habitations à loyers modérés (OPHLM). Le tracé de la ruelle du Brochet est alors modifié. En 1981 elle prend le nom de « cour du Brochet ». On y accède par un porche depuis la rue de Zurich.
À partir de 1995, des plaques de rues bilingues, à la fois en français et en alsacien, sont mises en place par la municipalité lorsque les noms de rue traditionnels étaient encore en usage dans le parler strasbourgeois. Le nom de cette voie est alors sous-titré Hechtgass.